# Klokan znamenaný
Klokan znamenaný (Thylogale stigmatica) je menší druh klokana z rodu Thylogale, který se vyskytuje v Austrálii a na Nové Guineji. Stejně jako jeho nejbližší příbuzní má podsadité tělo a je červenavě zbarvený.

## Systematika
Druh poprvé popsal John Gould v roce 1860 jako Halmaturus stigmatica. Thomas Oldfield klokana přeřadil do rodu Macropus a Iredale & Troughton ve svém checklistu z roku 1934 druh zařadili do rodu Thylogale. Nejbližším příbuzným klokana znamenaného je klokan uru (Thylogale brunii). Tyto druhy se od sebe vydělily někdy v pozdním miocénu.
Klokan znamenaný se vyskytuje ve 4 poddruzích, z nichž 3 se vyskytují v Austrálii a 1 na Nové Guineji:
- T. s. stigmatica – v okolí města Cairns v Queenslandu;
- T. s. coxenii – Yorský poloostrov;
- T. s. orimo – Nová Guinea;
- T. s. wilcoxi – jižní Queensland a Nový Jižní Wales.

## Popis

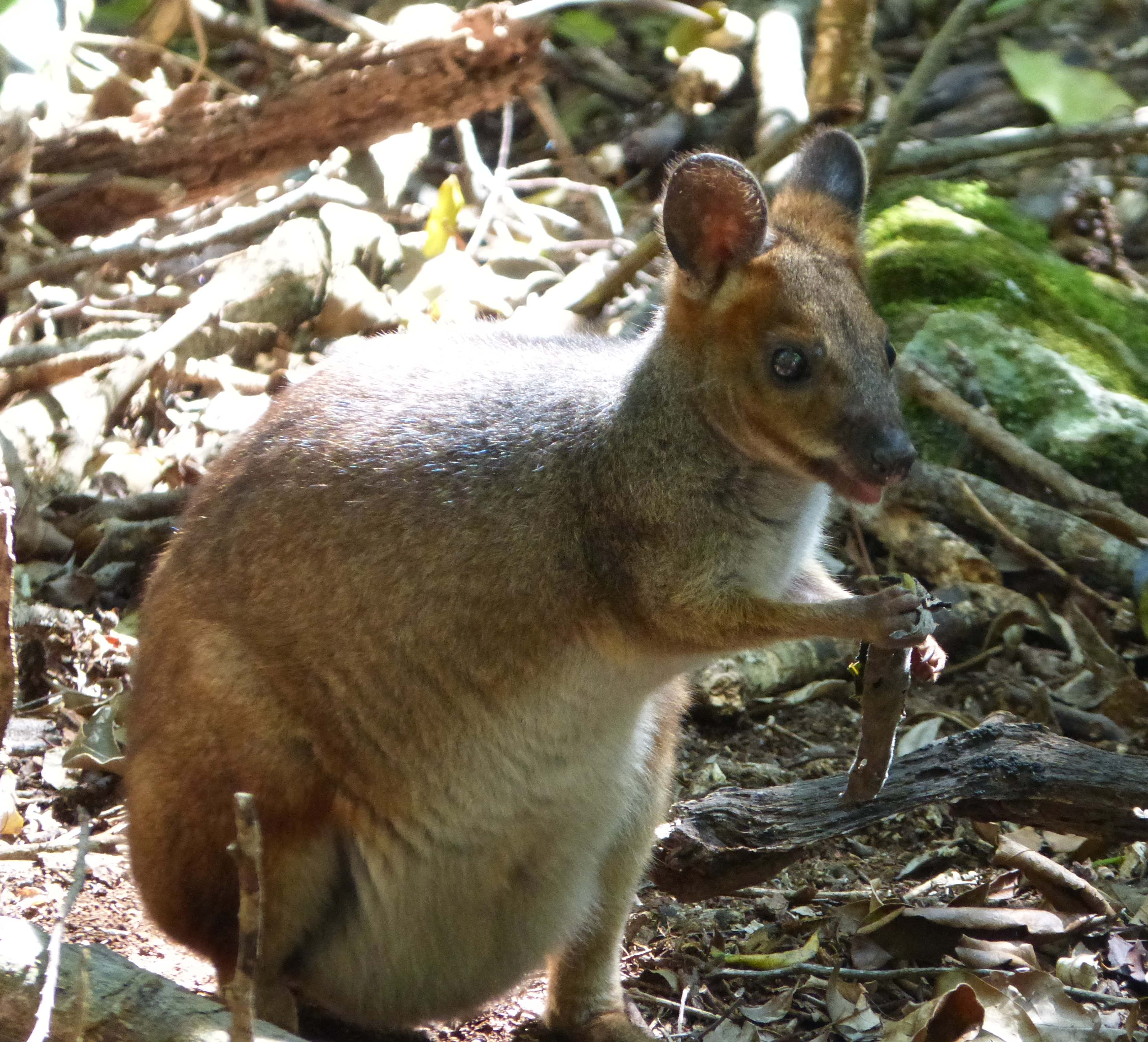
Klokan znamenaný, národní park Lamington

Jedná se o menšího klokana dosahujícího délky těla kolem 39–54 cm, ocas měří 30–48 cm. Váha druhu se pohybuje mezi 2,5–6,8 kg. Srst se jemná a hustá. Spodina je světle šedá až bílá, horní strana těla šedohnědá s červenohnědými tvářemi, předními končetinami a stehny. Někteří jedinci mají nenápadný široký tmavý pruh, který se táhne od hlavy po hřbet. Ocas je silný a poměrně krátký. Na zadních nohách chybí první prst, druhý a třetí jsou srostlé a zakončené dvojitým drápem, čtvrtý prst je podstatně delší než ostatní prsty.

## Biologie
Klokan znamenaný preferuje deštné pralesy, avšak vyskytuje se i ve vlhkých sklerofylních lesích a křovinatých biotopech s popínavými rostlinami. Na Nové Guinei obývá nížinaté pralesy i nížinatá smíšená stanoviště savan a močálů. Domovské okrsky druhu se pohybují pouze kolem 1–4 hektarů, což je vzhledem k velikosti klokana málo.
Tento plachý, samotářský druh klokana tráví většinu času v husté vegetaci, odkud po setmění vylézá k lesním okrajům za pastvou. Je aktivní ve dne i v noci. Živí se širokou škálou jednoděložných i dvouděložných rostlin, spadlým ovocem, semeny a houbami.
Samice pohlavně dozrávají ve stáří 48 týdnů, samci až kolem 66 týdnů. Doba gestace se pohybuje kolem 28–30 dní. Samice mají vak se 4 bradavkami a rodí pouze jedno mládě, jehož pohlaví se rozhoduje ve věku 3–4 týdnů. Z bradavky odpadává v 13–18 týdnech.

## Ohrožení
Druh není akutně ohrožen, pročež jej Mezinárodní svaz ochrany přírody hodnotí jako málo dotčený. V Austrálii se nicméně předpokládá negativní efekt fragmentace pralesů, což klokan znamenaný nesnáší dobře, a predace psy. Podobně jako ostatní druhy klokanů z rodu Thylogale, i klokan znamenaný je na Nové Guinei ohrožen nadměrným lovem pro maso.